# 방수 (별자리)

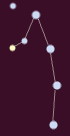
방(房)

방수(房宿)는 동아시아의 별자리인 이십팔수의 하나이다. 동방청룡 7수(宿) 중 네 번째에 해당된다.
서양 별자리의 전갈자리의 일부에 해당된다.

## 방수에 속한 별자리
방수에 속한 별자리들은 다음과 같다.
| 별자리 | 한자 | 별 개수 | 위치     | 별의 색 | 의미                                    |
| ------ | ---- | ------- | -------- | ------- | --------------------------------------- |
| 방     | 房   | 4       | 전갈자리 | 주홍색  | 천자가 정치를 베푸는 궁궐               |
| 건폐   | 鍵閉 | 1       |          | 누런색  | 관문의 자물쇠와 열쇠의 기능 주관        |
| 구검   | 鉤鈐 | 2       | 전갈자리 | 붉은색  | 방(房)의 열쇠와 자물쇠                  |
| 벌     | 罰   | 3       |          | 누런색  | 돈을 받고 죄를 사해주는 일              |
| 동함   | 東咸 | 4       |          |         | 남녀 사이의 음란한 행동을 방비하는 역할 |
| 서함   | 西咸 | 4       |          |         | 동함과 같음                             |
| 일     | 日   | 1       |          | 오색    | 덕을 밝히는 일을 주관                   |
| 종관   | 從官 | 2       |          | 누런색  | 무(巫)와 점(点)을 맡는다.               |

## 참고 문헌
- 권근 외, 『천상열차분야지도』, 서운관(書雲觀), 1395
- 이문규, 《고대 중국인이 바라본 하늘의 세계》, 문학과 지성사, 2000
- 이순지 저, 김수길.윤상철 역,《천문류초》, 대유학당, 1998
- 박창범, 《하늘에 새긴 우리역사》, 김영사, 2002